# Capitol Punishment: The Megadeth Years
Capitol Punishment: The Megadeth Years – dziesiąty album amerykańskiej grupy metalowej Megadeth wydany w roku 2000. Zawiera dwie nowe piosenki; reszta utworów to najlepsze – zdaniem zespołu (czy raczej producenta płyty) – nagrania grupy, jakie do tej pory powstały.

## Twórcy
Peace Sells, Wake Up Dead:
- Dave Mustaine – śpiew, gitara
- David Ellefson – gitara basowa
- Chris Poland – gitara
- Gar Samuelson – perkusja

In My Darkest Hour:
- Dave Mustaine – śpiew, gitara
- David Ellefson – gitara basowa
- Jeff Young – gitara
- Chuck Behler – perkusja

Kill The King, Dread and the Fugitive Mind:
- Dave Mustaine – śpiew, gitara
- David Ellefson – gitara basowa
- Al Pitrelli – gitara
- Jimmy DeGrasso – perkusja

Pozostałe utwory:
- Dave Mustaine – śpiew, gitara
- David Ellefson – gitara basowa
- Marty Friedman – gitara
- Nick Menza – perkusja

## Lista utworów
1. "Kill The King" – 3:43 (nowy utwór)
2. "Dread and the Fugitive Mind" – 4:23 (nowy utwór, pojawił się później na The World Needs a Hero)
3. "Crush 'Em" – 4:59 (z albumu Risk)
4. "Use The Man" – 4:35 (z albumu Cryptic Writings)
5. "Almost Honest" – 4:02 (z albumu Cryptic Writings)
6. "Trust" – 5:11 (z albumu Cryptic Writings)
7. "A Tout Le Monde" – 4:27 (z albumu Youthanasia)
8. "Train Of Consequences" – 3:26 (z albumu Youthanasia)
9. "Sweating Bullets" – 5:03 (z albumu Countdown to Extinction)
10. "Symphony Of Destruction" – 4:02 (z albumu Countdown to Extinction)
11. "Hangar 18" – 5:14 (z albumu Rust in Peace)
12. "Holy Wars... The Punishment Due" – 6:36 (z albumu Rust in Peace)
13. "In My Darkest Hour" – 6:16 (z albumu So Far, So Good... So What!)
14. "Peace Sells" – 4:04 (z albumu Peace Sells... But Who’s Buying?)
15. "Wake Up Dead" (z albumu Peace Sells... But Who’s Buying?) (utwór 15 w japońskiej wersji albumu)
16. "Capitol Punishment" (ukryta ścieżka w wersji amerykańskiej, utwór 16 w wersji japońskiej albumu)